# Acacia melanoxylon

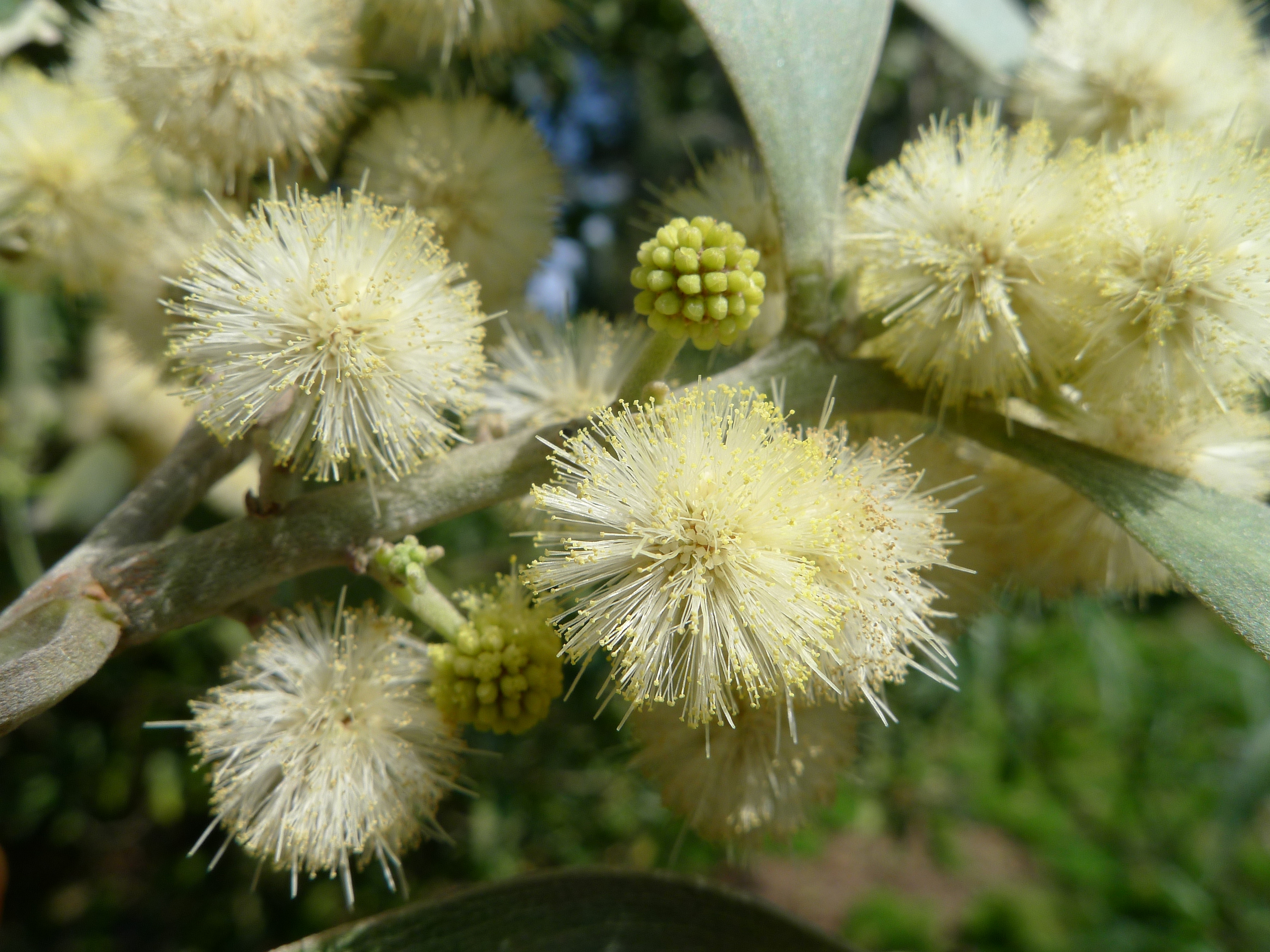
Blüten

Acacia melanoxylon ist ein Baum in der Familie der Hülsenfrüchtler aus der Unterfamilie der Mimosengewächse aus dem südlichen bis östlichen Australien.

## Beschreibung
Acacia melanoxylon wächst als recht schnellwüchsiger, immergrüner Baum bis über 35 Meter hoch, sie bleibt aber meist einiges kleiner. Manchmal wächst sie allerdings nur als Strauch. Der Stammdurchmesser erreicht bis 1,5 Meter. Die gräuliche bis braun-graue Borke ist rissig bis furchig und im Alter abblätternd.
Die wechselständigen, ledrigen, lanzettlichen bis verkehrt-eiförmigen, -eilanzettlichen und kahlen, ganzrandigen und spitzen bis stumpfen Phyllodien sind bis 16 Zentimeter lang. Sie stehen an einem Pulvinus und besitzen im unteren Teil eine Drüse am Rand. An jungen Pflanzen sind an der Spitze der Phyllodien noch doppelt gefiederte Blätter ausgebildet. Die Nervatur ist drei- bis fünfaderig.
Die Blüten stehen in kleinen, achselständigen und kurz gestielten Köpfchen zu mehren in rispigen Blütenständen. Die kleinen, sitzenden, zwittrigen und fünfzähligen Blüten mit doppelter Blütenhülle sind cremefarben bis gelblich. Es sind viele lange Staubblätter vorhanden.
Die länglichen, gebogenen bis gewundenen oder gekringelten, mehr oder weniger welligen, flachen, meist kahlen, mehrsamigen, leicht ledrigen Hülsenfrüchte sind bis 15 Zentimeter lang. Die zu 10 Samen besitzen einen rosa bis rötlichen und geschlängelten, gefalteten Arillus. Die schwärzlichen, glänzenden, abgeflachten und elliptischen bis eiförmigen Samen sind 4–6 Millimeter lang.

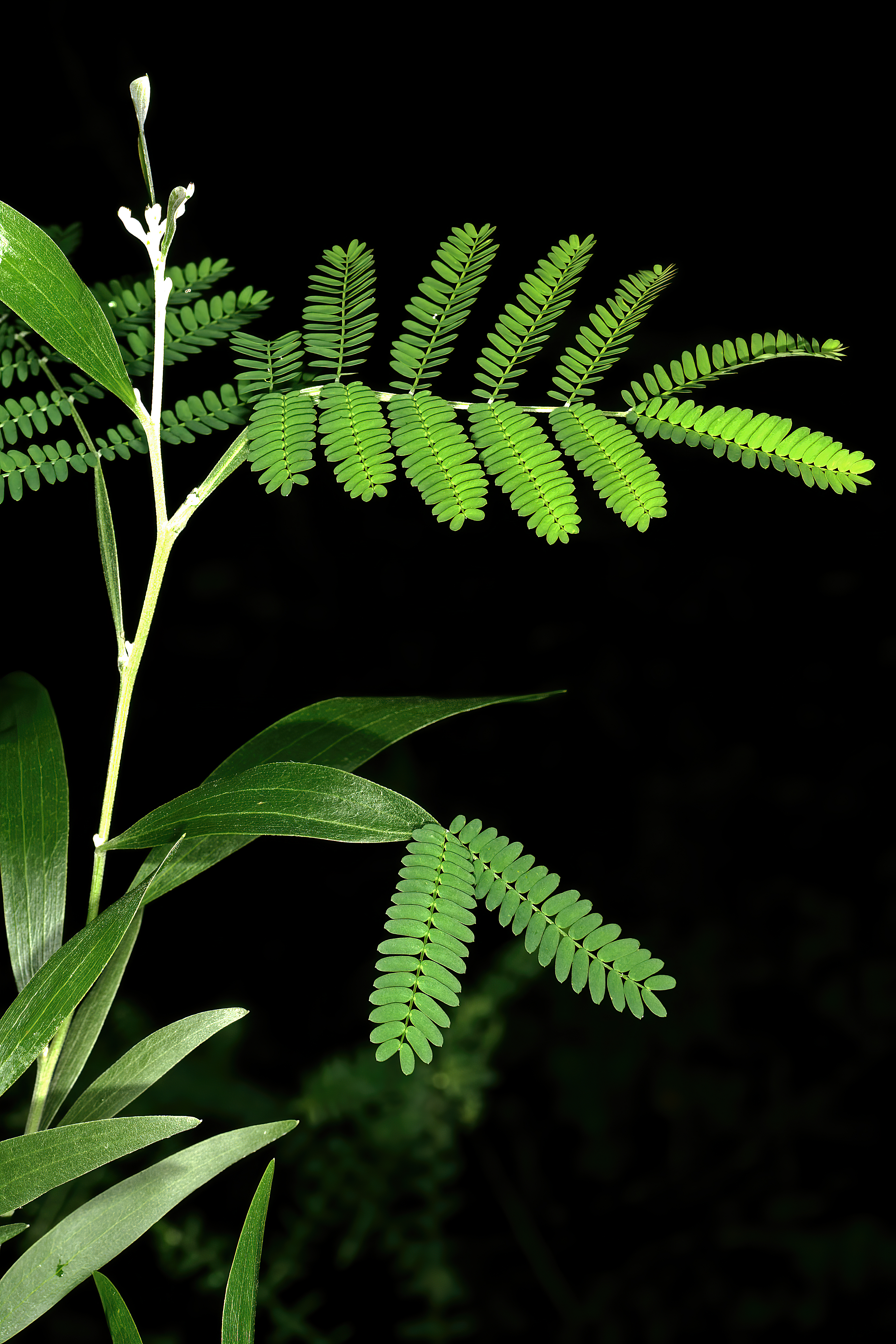
Phyllodien an junger Pflanze, man sieht an der Spitze die gefiederten Blätter
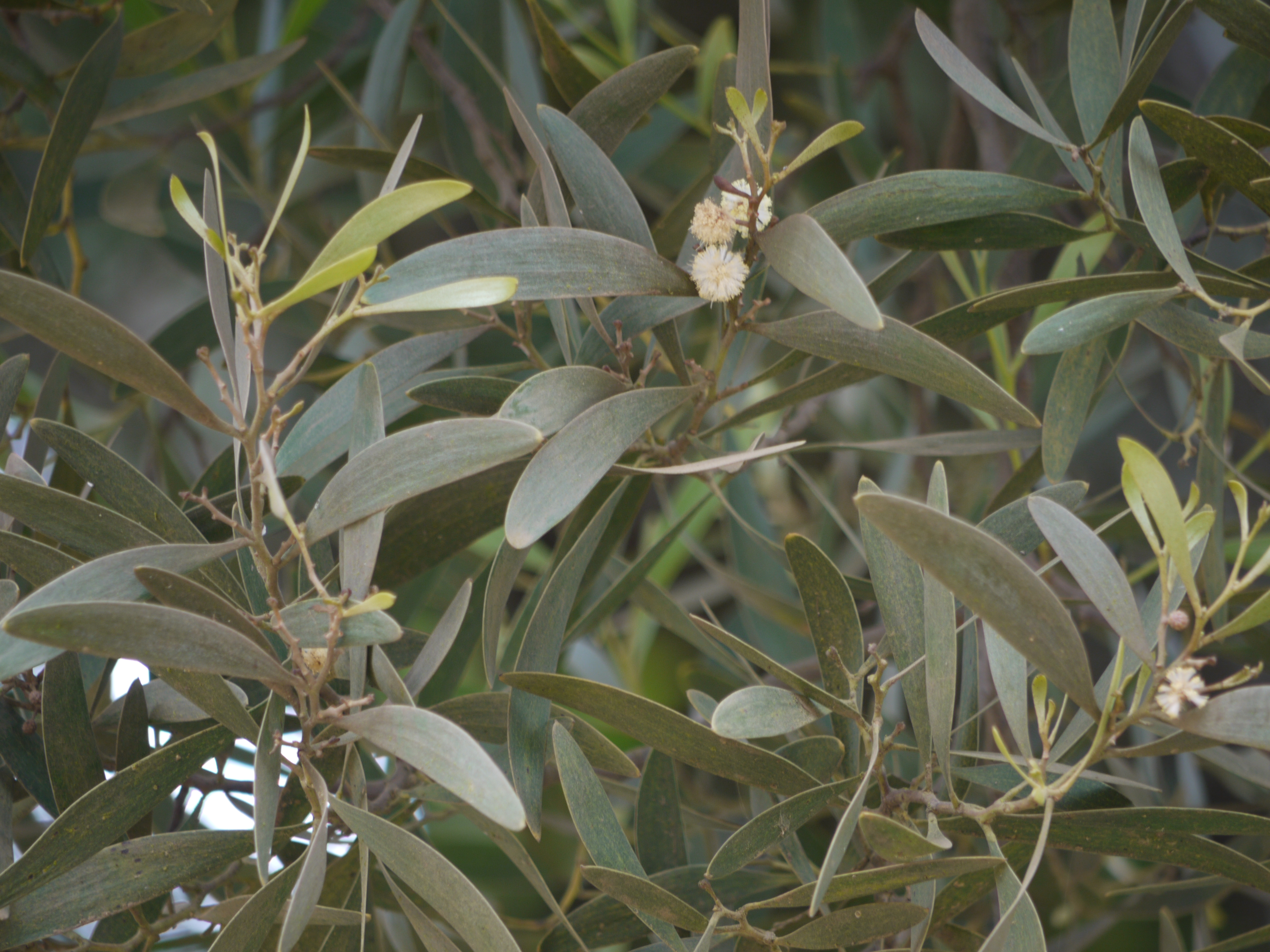
Phyllodien
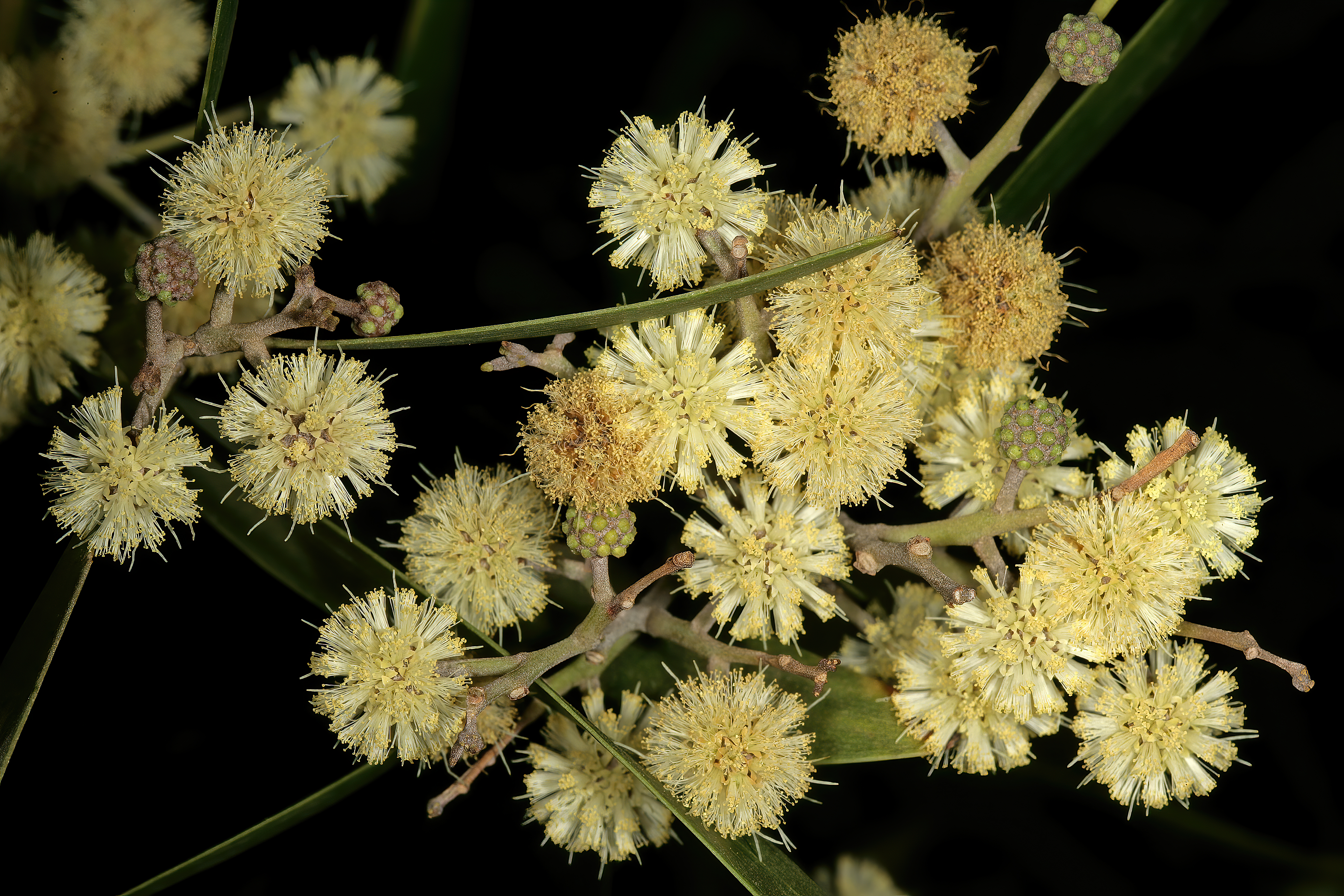
Blütenstände
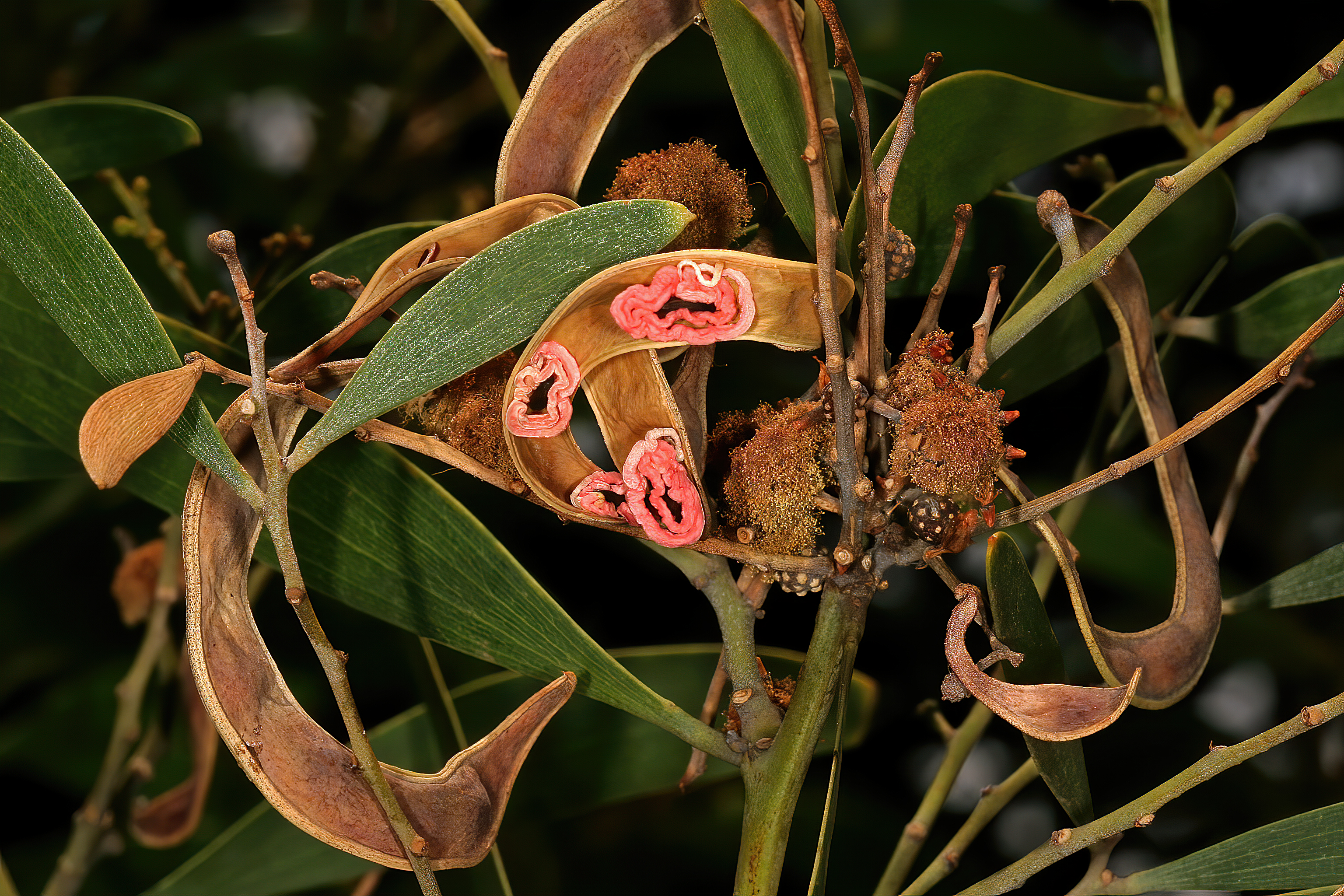
Früchte und Samen mit gefaltetem Arillus

## Verwendung
Das dunkle, mittelschwere und harte Holz ist recht beständig, es ist bekannt als Blackwood.